# 49일
《49일》은 2011년 3월 16일부터 2011년 5월 19일까지 SBS에서 방송된 20부작 드라마 스페셜인데 여주인공이 형광등에 밧줄을 매달아 자살을 시도하는 장면에서 자살방법을 구체적으로 묘사하여 방송통신심의위원회로부터 '경고' 조치를 받았다.

## 등장 인물

### 주요 인물
- 이요원 : 송이경 (빙의된 신지현) / 신지민 (아역 조민아, 김현수)
- 조현재 : 한강 역
- 배수빈 : 강민호 역
- 서지혜 : 신인정 역
- 정일우 : 스케줄러 / 송이수 역 (아역 : 최재원, 채상우)
- 남규리 : 신지현 역 (아역 김유빈)

### 주변 인물
- 유지인 : 정미옥 역 - 지현의 어머니
- 최정우 : 신일식 역 - 지현의 아버지
- 손병호 : 오해원 역 - 한강의 와인바 총매니저
- 문희경 : 방화준 역 - 해원의 아내
- 강성민 : 노경빈 역 - 정신건강의학과 의사
- 배그린 : 박서우 역 - 지현과 인정의 절친한 친구
- 김호창 : 기준희 역 - 한강의 와인바 아르바이트생
- 진예솔 : 마수진 역 - 한강의 와인바 직원
- 윤봉길 : 차진영 역 - 민호의 고교동창
- 이종박 : 고미진 역 - 신일의 홍보실 직원

### 그 외 인물
- 김익태 : 조 박사 역
- 권혁풍
- 나재웅
- 조영진 : 정 이사 역
- 손희순 : 민호의 대역 어머니 역
- 설주영 : 신지현 대역
- 박시헌
- 이은채
- 백동현
- 송원종
- 김훈호 : 형사 역
- 고건영
- 서민경
- 장가현 : 웨딩드레스 매장 직원 역
- 고동업 : 김진수 역 - 스케줄러가 첫번째로 데려간 사망자
- 고동원
- 유석원 : 법무사 역
- 최규식
- 박상용
- 심하성
- 송지현
- 최인숙 : 김진수의 부인 역
- 김상일
- 최성희
- 김유안
- 손진호
- 한정아
- 김원
- 배성은
- 김남희
- 신치영
- 박용준
- 김주엽
- 박윤정
- 고유미 : 간호사 역
- 최영신 : 빵집 알바생 역
- 정유찬 : 호텔 직원 역
- 김선녀 : 지현이네 가정부 역
- 김민좌 : 오명신 역 - 지현의 고등학교 동창
- 민병애 : 집주인 역
- 김동영 : 편의점 사장 역
- 이장옥
- 장성호 : 휴대전화 알림음 역
- 이선영 : 와인바 'HEAVEN'에서 돌아다니는 아이의 어머니 역
- 구승현 : 와인바 'HEAVEN'에서 돌아다니는 아이 역
- 이영란 : 한강의 어머니 역
- 정현석 : 커피숍 주인 역
- 강민정 : 기획실 직원 역
- 공호석 : 수제비집 주인 역
- 서보익 : 남 대리 역
- 현숙희 : 슈퍼 주인 역
- 김종호 : 변호사 역
- 민영 : 카페에서 만난 지현의 친구 역
- 이장미 : 윤지선 역 - 카페에서 만난 지현의 친구
- 박수연 : 김선영 역 - 카페에서 만난 지현의 친구
- 김기준
- 배원세
- 최대웅
- 김홍수 : 서 공장장 역
- 이재환
- 박용진
- 반혜라
- 김선혜
- 이주실 : 강민호의 어머니 역
- 김영진 : 스케줄러가 변신한 남자 역
- 진명선 : 무속인 역
- 조재호 : 비서 역
- 손선근 : 역술인 역
- 정다혜 : 일진 여고생 역

### 특별 출연
- 반효정 : 선배 스케줄러 역 (9화,19화,20화)
- 김형범 : 이승복 역 - 첫번째 49일 여행자 (15화)

## 초반 줄거리 요약
낙천적이고 항상 밝은 성격의 신지현(남규리)은 얼마 앞둔 결혼식을 자신만의 방식으로 치르기 위해 분주하다. 한편, 연인의 죽음으로 5년 동안 무생물처럼 감정도 없이 활력도 없이 살아가던 송이경(이요원)은 연인의 기일을 맞아 연인의 사고 현장에서 차도에 갑자기 뛰어들어 자살시도를 하려다 신경외과 의사인 노경빈(강성민)의 도움으로 자살에 실패하게 되지만 그녀의 자살시도로 인해 연중 추돌사고가 일어나게 되고 우연히 그곳을 지나가고 있던 신지현은 결국 사고에 휘말려 영혼과 육신이 분리되고 만다.
영혼은 깨어 있는 상태이지만 육신은 식물인간 상태가 되어버린 지현은 스케줄러(정일우)한테 49일 안에 자신을 진심으로 사랑하는 사람들 세 사람의 사랑을 증명해 줄 눈물 세 방울을 얻어야 회생할 수 있다는 말을 듣게 되고, 회생의 기회를 얻은 지현은 슬퍼하는 가족들과 약혼자인 강민호(배수빈)와 친구인 신인정(서지혜), 박서우(박그린) 그리고 과거의 사건으로 껄끄러운 사이가 돼버린 친구 한강(조현재)을 보며 꼭 다시 살아나겠다는 굳은 다짐을 한다.
하지만 49일 동안 지켜야 하는 수칙 세 가지, 송이경의 몸을 빌려 써야 하며, 돈은 직접 벌어서 써야 하며, 12시 안에 송이경의 집에 돌아와 그녀에게 몸을 돌려줘야 한다는 수칙 때문에 시작부터 쉽지가 않다. 가장 막막한 생활비부터 해결하기 위해 이경의 모습을 한 지현은 강에게 강의 와인바에서 일하게 해 달라고 다짜고짜 부탁하고, 강은 지현이 아닌 이경의 모습을 보며 안타까움을 느끼고 아르바이트를 시켜준다. 그렇게 지현은 강의 와인바에서 얼렁뚱땅 일하게 된다.
그러나 호텔관광학과를 나왔다는 이경의 경력을 빌려 쓴 이력서의 경력과는 달리 턱없는 실력 때문에 강과 와인바 사람들에게 의심을 받게 된 지현은 결국 주어진 시간 안에 경력증명서를 떼오지 않는다면 해고될 위기에 처하는데, 그리하여 경력증명서를 떼기 위해 과거 이경이 일했던 호텔에 찾아간 지현은 우연히 민호와 인정의 밀회를 목격하고 충격에 빠진다.
급히 호텔에서 도망치듯 빠져나와 스케줄러에게서 받은 휴대전화로 스케줄러를 호출하는 지현, 나타난 스케줄러에게 자신의 죽음의 진짜 이유를 알고 있었지 않았냐며 따진다. 사실 지현이 이경의 자살 시도 현장에 간 것은 바로 민호와 인정의 애정행각을 목격하고는 믿기지 않아 민호를 만나러 가기 위해서였는데.. 당황하는 스케줄러, 지현은 강의 와인바로 돌아간다.
충격에 벌벌 떨며 와인바 입구에 쪼그려 앉아있는 지현. 그런 지현을 강이 발견하는데, 강이 제 시간에 도착하지 못한 책임을 물을 새도 없이 지현은 결국 충격에 쓰러지고 만다. 그런 지현을 업고 강은 와인바와 한 건물 안에 있는 자신의 건축사무소로 데려가 눕힌다. 이경의 모습을 한 지현을 가만히 들여다보는 강. 지현은 갑자기 깨어나고 강은 화들짝 놀란다.
민호와 인정의 사이가 믿을 수 없는 지현은, 이경에게 몸을 돌려주고 나서 영혼 상태로 민호의 오피스텔을 찾아간다. 자신의 생일로 된 비밀번호 0505가 바뀌지 않은 것을 보며 민호를 믿으려는 그 때 오피스텔에 버젓이 누워있던 인정이 일어난다. 경악하는 지현, 그 곳에서 인정과 민호가 자신의 아버지인 신일식(최정우)의 회사인 신가산업에서 새로이 진행하고 있는 해미도 프로젝트를 이용해 신가산업을 무너뜨리려는 계획을 듣게 되고, 그 계획에 자신의 인감도장이 필요하다는 것을 알게 된다. 오피스텔에서 빠져나와 배신감에 서럽게 울던 지현은 마음을 다잡고 그들의 계획을 망쳐, 가족들을 지키기로 결심한다.
가장 먼저 인감도장을 빼돌리기로 한 지현. 하지만 인감도장이 어디 있는지 생각이 나질 않는데, 머리도, 마음도 복잡한 지현은 스케줄러에게 하소연을 한다. 왜 자신을 친구처럼 대하냐며 까칠하게 구는 스케줄러. 지현은 그런 스케줄러에게 도움을 받기 위해 이경의 집에서 그를 다시 한 번 호출하고, 이 집에만 오면 이상한 기분이 든다는 스케줄러는 결국 인간사에 관여해선 안된다는 스케줄러 규칙을 어기지 않기 위해 능청스럽게 돌려 말하며 지현에게 바뀐 지현의 집 대문 비밀번호를 가르쳐 준다.
집이 비는 시간을 이용해 담을 넘어 집으로 들어가는 지현! 무작정 자신의 방을 뒤지기 시작하는데, 아무리 찾아봐도 인감도장은 보이질 않는다. 바로 그 때, 민호가 지현의 집에 찾아온다! 그 상황을 알 리가 없는 지현은 여전히 방을 뒤지고, 어느새 집으로 돌아온 지현의 어머니 정미옥(유지인)에게 민호는,지현의 물건들을 지현의 병실에 옮겨두면 식물인간이 된 지현의 상태가 호전되지 않을까하는 핑계를 대며 지현의 방을 뒤지려 한다. 서서히 지현의 방에 다가가는 민호! 아무것도 모른 채 온 방 안을 뒤지는 지현! 민호가 방 앞에 도착하고, 인기척을 느낀 지현이 방 입구 쪽을 돌아보는데, 민호가 방문을 연다!

## 수상 경력
- 2011년 SBS 연기대상 10대 스타상, 프로듀서상 이요원

## O.S.T

### Part.1
- 서영은 : 잊을 만도 한데

### Part.2
- 나비 : 느낌이 와

### Part.3
- 안정엽(브라운 아이드 소울) : 아무 일도 없었다

### Part.4
- 정일우 : 허수아비

### Part.5
- 박보람(슈퍼스타K) : 언제까지나

### Part.6
- 팀 : 안 되니

### Part.7
- 조현재 : 단 하루를 살아도

### Part.8
- 신재 : 눈물이 난다

### 한정판
- J-심포니 : 가슴이 하나라서

### Special
- 정엽(브라운 아이드 소울) : 한 발짝도 난

### Part.10
- 재희 : 세 번의 눈물

### Premium Package
- 오현란 : Feneste Che Luciv (불 꺼진 창)
- 정규 : 그대니까
- 리뉴 : 누가 뭐래도

## 시청률
최저 시청률과 최고 시청률은 시청률 조사회사와 지역별로 시청률에 차이가 있을 수 있습니다.
| 2011년 | 2011년   | 2011년         | 2011년       | 2011년         | 2011년       |
| 회차   | 방송일   | TNmS 시청률    | TNmS 시청률  | AGB 시청률     | AGB 시청률   |
| 회차   | 방송일   | 대한민국(전국) | 서울(수도권) | 대한민국(전국) | 서울(수도권) |
| ------ | -------- | -------------- | ------------ | -------------- | ------------ |
| 제1회  | 3월 16일 | 8.1%           | 9.5%         | 8.6%           | 9.6%         |
| 제2회  | 3월 17일 | 8.0%           | 9.5%         | 9.0%           | 10.8%        |
| 제3회  | 3월 23일 | 8.8%           | 10.7%        | 9.0%           | 9.7%         |
| 제4회  | 3월 24일 | 10.2%          | 12.2%        | 10.3%          | 11.0%        |
| 제5회  | 3월 30일 | 10.2%          | 13.2%        | 10.1%          | 10.4%        |
| 제6회  | 3월 31일 | 10.5%          | 12.8%        | 10.6%          | 11.0%        |
| 제7회  | 4월 6일  | 10.0%          | 12.5%        | 10.1%          | 11.1%        |
| 제8회  | 4월 7일  | 10.5%          | 12.8%        | 10.8%          | 11.4%        |
| 제9회  | 4월 13일 | 10.0%          | 12.1%        | 10.1%          | 10.7%        |
| 제10회 | 4월 14일 | 10.8%          | 13.3%        | 11.2%          | 11.8%        |
| 제11회 | 4월 20일 | 11.0%          | 13.7%        | 11.6%          | 12.9%        |
| 제12회 | 4월 21일 | 12.3%          | 15.1%        | 12.9%          | 13.8%        |
| 제13회 | 4월 27일 | 12.3%          | 14.3%        | 11.7%          | 12.5%        |
| 제14회 | 4월 28일 | 11.9%          | 13.8%        | 12.9%          | 14.1%        |
| 제15회 | 5월 4일  | 14.0%          | 17.4%        | 13.2%          | 13.9%        |
| 제16회 | 5월 5일  | 14.5%          | 16.2%        | 14.7%          | 16.3%        |
| 제17회 | 5월 11일 | 15.2%          | 19.1%        | 14.8%          | 15.3%        |
| 제18회 | 5월 12일 | 12.7%          | 15.4%        | 15.4%          | 16.3%        |
| 제19회 | 5월 18일 | 15.8%          | 15.4%        | 15.4%          | 16.4%        |
| 제20회 | 5월 19일 | 17.1%          | 19.9%        | 16.1%          | 17.1%        |

## 경쟁 프로그램
- 가시나무새 (KBS2, 2011년 3월 2일 ~ 2011년 5월 5일)
- 로맨스 타운 (KBS2, 2011년 5월 11일 ~ 2011년 7월 14일)
- 로열 패밀리 (MBC, 2011년 3월 2일 ~ 2011년 4월 28일)
- 최고의 사랑 (MBC, 2011년 5월 4일 ~ 2011년 6월 23일)

## 신앙적 요소들
49일은 모든 것의 연관성, 운명, 엑소시즘 등의 종교적 주제들을 다룬다. 이 드라마는 한국 무속 신앙이 중요시하는 49일 간의 중유(티베트 불교에서 말하는 죽음과 환생 사이의 상태)를 탐구함으로 인과응보와 윤회를 자주 언급한다. 드라마에서 나오는 장소들도 신앙적 의미를 담고 있다. 예를 들어 한강의 식당 '헤븐'과 강민호와 신지현이 만난 곳인 '운명산'이 그렇다. 용서, 원수를 향한 사랑, 진실한 사랑, 숫자 '3' (삼위일체를 연상시킴) 같은 기독교적 주제들은 신지현의 세 눈물을 찾는 데 핵심적이다. 이런 소재들은 드라마의 진행 속에서 등장인물들의 관계 속에서 활용된다. 지현이 스케줄러에게 남성이냐고 물을 때 그는 사후 세계에서는 성을 구별하지 않는다고 답한다. 이 같은 생각은 마태복음 22:30에서 나온다. 또 스케줄러는 마태복음 7:7의 "두드려라 그러면 열릴 것이다"를 언급한다. 스케줄러가 설명하는 "천기누설"은 '말로 표현할 수 없는,' '사람이 감히 이르지 못할' 하나님의 나라의 비밀 (고린도후서 12:4, 마가복음 4:11, 마태복음 13:11)과 비슷하다. 지현이 하나님께 살려 달라고 기도할 때 눈물 목걸이가 한강의 눈물을 얻게 된다. 시편 56:8은 하나님께서 눈물 담는 병을 가지고 있다고 말한다. 지현의 성인 '신' 또한 신앙적인 요소다.